# Cotylopus acutipinnis
Cotylopus acutipinnis är en fiskart som beskrevs av Guichenot, 1863. Cotylopus acutipinnis ingår i släktet Cotylopus och familjen smörbultsfiskar. IUCN kategoriserar arten globalt som otillräckligt studerad. Inga underarter finns listade i Catalogue of Life.